# Joël Matip
Job Joël Andre Matip (nascut el 8 d'agost de 1991) és un exfutbolista camerunès que jugava com a defensa central pel Liverpool FC a la FA Premier League

## Palmarès
Schalke 04
- 1 Copa alemanya: 2010-11
- 1 Supercopa alemanya: 2011

Liverpool FC
- 1 Lliga de Campions de la UEFA: 2018-19
- 1 Supercopa d'Europa: 2019
- 1 Premier League: 2019-20
- 1 Copa anglesa: 2021-22
- 2 Copes de la Lliga anglesa: 2021-22, 2023-24
- 1 Community Shield: 2022